# Simone Petilli
Simone Petilli (* 4. Mai 1993 in Bellano) ist ein italienischer Radrennfahrer.

## Karriere
Simone Petilli begann seine Karriere 2014 beim Area Zero Pro Team. Im nächsten Jahr wechselte er zu Unieuro Wilier-Trevigiani, wo er eine Etappe und die Gesamtwertung der Ronde de l’Isard für sich entscheiden konnte. Daraufhin wechselte er 2016 zu dem UCI WorldTeam Lampre-Merida. Er startete bei seiner ersten Grand Tour dem Giro d’Italia. Bei seiner zweiten Teilnahme 2017 belegte er auf der elften Etappe nach Bagno di Romagna den achten Platz. In der Gesamtwertung kam er am Ende auf Platz 26. Bei der Lombardei-Rundfahrt 2017 stürzte Petilli in der Abfahrt von der Muro del Sormano schwer und erlitt unter anderem eine Gehirnerschütterung, eine Augenverletzung und eine Nackenfraktur. Seit 2020 fährt Simone Petilli für die belgische Mannschaft Intermarché-Wanty-Gobert Matériaux. Beim Giro d’Italia 2021 belegte er wieder auf der Etappe nach Bagno di Romagna den achten Platz.

## Erfolge  Straße
2015
- eine Etappe und Gesamtwertung Ronde de l’Isard

## Grand-Tour-Platzierungen
| Grand Tour            | 2016 | 2017 | 2018 | 2019 | 2020 | 2021 | 2022 | 2023 | 2024 | 2025 |
| --------------------- | ---- | ---- | ---- | ---- | ---- | ---- | ---- | ---- | ---- | ---- |
| Giro d’ItaliaGiro     | 77   | 26   | –    | –    | –    | 44   | –    | DNF  | DNF  | 60   |
| Tour de FranceTour    | –    | –    | –    | –    | –    | –    | –    | –    | –    |      |
| Vuelta a EspañaVuelta | –    | –    | DNF  | –    | –    | 29   | –    | 58   | 90   |      |

## Teams
- 2014 Area Zero Pro Team
- 2015 Unieuro-Wilier-Trevigiani
- 2016 Lampre-Merida
- 2017 UAE Team Emirates
- 2018 UAE Team Emirates
- 2019 UAE Team Emirates
- 2020 Circus-Wanty Gobert
- 2021 Intermarché-Wanty-Gobert Matériaux